# Tierras Blancas, delstaten Mexiko
Tierras Blancas är en ort i Mexiko, tillhörande kommunen Atlacomulco i den nordvästra delen av delstaten Mexiko, i den centrala delen av landet. Orten hade 683 invånare vid folkräkningen 2010.